# 徐顶峰
徐顶峰（1969年—），安徽无为人，汉族，中华人民共和国政治人物、第十一届全国人民代表大会安徽地区代表。
毕业于合肥联合大学（现合肥学院）经济管理专业。担任安徽新亚特电缆集团有限公司董事长。2008年起担任全国人大代表。
曾被曝靠行贿原巢湖市委书记周光全取得了省人大代表资格，并“升级”为全国人大代表。对此“行贿代表”事件，原安徽省人大常委会副主任任海深回应称“经调查行贿与当选无关”。